# Laktulóz
A laktulóz d-galaktózból és fruktózból álló, szintetikus diszacharid.

## Hatása
Oralis alkalmazás után – mivel a vékonybél emésztőenzimjei nem bontják – gyakorlatilag változatlan formában jut el a vastagbélbe. Hatását a vastagbélben fejti ki, ahol a bélbaktériumok hatására rövid szénláncú karbonsavak, elsősorban tejsav és ecetsav, továbbá metán és hidrogéngáz keletkezik belőle. A savképződés a vastagbélben a pH csökkenéséhez és az ozmotikus nyomás növekedéséhez vezet, amelyek hatására fokozódik a perisztaltika és emelkedik a széklet víztartalma.
A nagyobb dózisokban szedett laktulóz hatására, a béltartalom savanyodásának következtében csökken a felszívódóképes ammónia (NH3), míg nő az ammónium (NH4+) aránya (egyensúlyeltolódás). Fokozódik a nitrogén széklettel történő ürülése és csökken a vér ammóniaszintje. Ezek a hatások hyperammonaemiában terápiásan hasznosíthatók. Hepatikus encephalopathia esetében a laktulóz a vér ammónia-koncentrációját 25–50%-kal csökkenti.

## Készítmények
Vény nélkül kapható, laktulóz hatóanyagú készítmények Magyarországon:
- Duphalac (belsőleges oldat)
- Laevolac-laktulóz (szirup)

## Fordítás
Ez a szócikk részben vagy egészben  a   Lactulose című angol Wikipédia-szócikk fordításán alapul.  Az eredeti cikk szerkesztőit annak laptörténete sorolja fel. Ez a jelzés csupán a megfogalmazás eredetét és a szerzői jogokat jelzi, nem szolgál a cikkben szereplő információk forrásmegjelöléseként.